# ジュニ体操
『ジュニ体操』とは、2007年10月1日から2014年3月30日まで仙台放送で放送されていた1分間の体操番組・教養番組である。

## 概要
本番組は、パピプペジュニジュニソングの曲に合わせて、司会のお姉さんとJUNI（ジュニ）が宮城県内各地の幼稚園・保育園で園児達と体操する番組である。
構成としては、月曜…1番、火曜…2番、水曜…3番、木曜…4番で体操をし、金曜は園児達への質問コーナーを設けている。また、特番等で番組が休止になる場合には、質問コーナーの放送を行わない（例：月/1番、火/2番、水/休止、木/3番、金/4番）。原則として2週連続で同じ幼稚園・保育園で行う。
番組開始当初は『情報ライブMovin'』のエンディング企画として放送され、同番組終了後に現在の独立番組となった。
2013年7月より放送時間が平日夕方から日曜朝へと移動。2014年3月30日に放送終了。後番組は高谷アナとJUNIが出演するたかやんとジュニが行く!である。

## 出演者
- 早坂牧子（当時仙台放送アナウンサー、放送開始 - 2011年3月）
  - 番組内では『まきこお姉さん』名義で出演。
- 水島香菜子（仙台SOSモデルエージェンシー所属のモデル、2011年6月 - 2013年3月）
  - 番組内では『かなこお姉さん』名義で出演。
- 高谷恵倫・木下瑠音（ともに仙台放送アナウンサー、2013年4月 - 最終回）
  - 番組内では『えりおねえさん』（高谷）・『るねおねえさん』（木下）名義で出演。
- JUNI

## テーマソング
- パピプペジュニジュニソング（原みどり）

## 放送時間
| 放送期間      | 放送期間      | 放送時間（日本時間）     |
| ------------- | ------------- | ------------------------ |
| 2007年10月1日 | 2008年6月27日 | 月 - 金曜日16:47 - 16:48 |
| 2008年6月30日 | 2012年3月30日 | 月 - 金曜日15:56 - 15:58 |
| 2012年4月2日  | 2012年9月28日 | 月 - 金曜日15:55 - 15:57 |
| 2012年10月2日 | 2013年3月29日 | 月 - 金曜日16:48 - 16:50 |
| 2013年4月1日  | 2013年4月12日 | 月 - 金曜日15:55 - 15:57 |
| 2013年4月15日 | 2013年6月30日 | 月 - 金曜日15:56 - 15:57 |
| 2013年7月7日  | 2014年3月30日 | 毎週日曜日 8:55 - 9:00   |

## 備考
- 2009年9月26日の『仙台放送まつり特番』では、ジュニ体操を一緒にした幼稚園・保育所の「お友達」10,000人を達成した。
- 2011年3月14日から6月3日までは、3月11日午後に発生した東北地方太平洋沖地震（東日本大震災）の影響で本番組を放送休止し、代替として『JUNI BOX』を放送した。
- 2012年2月6日から2月10日までは、『放送1,000回記念ウイーク』と題して過去の名場面を放送した。